# Michael Connell
Pour les articles homonymes, voir Connell.
Michael L. Connell (30 novembre 1963, près de Peoria, Illinois - 19 décembre 2008, près d'Akron, Ohio) était un conseiller républicain qui a été cité dans une affaire concernant des allégations de falsification de l'élection présidentielle américaine de 2004. Il est mort dans un accident d'avion le 19 décembre 2008. 

## Biographie
Connell vivait à Bath Township, près d'Akron dans l'Ohio.

### Fraudes électorales
Il a été assigné à comparaître dans l'Ohio le 22 septembre 2008 dans une affaire affirmant que la manipulation des votes lors de l'élection présidentielle de 2004 a abouti à la violation des droits civiques. Connell était un concepteur de sites web et un professionnel des NTIC et a créé un site web pour le secrétaire d'État de l'Ohio Ken Blackwell (en) qui présentait les résultats de l'élection de 2004 en temps réel tels qu'ils étaient présentés sous forme de tableau. À l'époque, Blackwell était également président du comité visant à faire réélire le duo Bush/Cheney en 2004 dans l'Ohio. Les avocats de Connell ont indiqué qu'il refusait de témoigner ou de produire les documents relatifs au système utilisé lors des élections de 2004 et 2006.
En juillet 2008, l'avocat de l'Ohio, Cliff Arnebeck (en), qui avait dirigé Moss v. Bush (en), a affirmé que Karl Rove avait menacé Connell et avait menacé la femme de Connell de poursuites pour violations de lobbying, à moins que son mari "prenne la relève" pour la fraude électorale dans l'Ohio, dans un courriel qu'il avait envoyé au Procureur général des États-Unis Michael Mukasey pour demander la protection de Connell.

### Décès
Le 19 décembre 2008 vers 6 h, Connell s'est tué, à l'âge de 45 ans, dans le crash d'un avion monomoteur privé Piper Saratoga 1997, numéro de modèle PA-32R-301T, empennage N9299N, avec lequel il volait. L'accident a eu lieu à Lake Township, à environ 4 km de distance de la piste de l'aéroport d'Akron-Canton, près d'Akron. Connell était seul dans l'appareil et revenait de l'aéroport de College Park, dans le Maryland, près de Washington. L'avion s'est écrasé sur son approche finale vers la piste principale de l'aéroport, entre deux maisons, dont l'une était vide. Connell avait piloté l'avion de l'aéroport d'Akron-Canton à l'aéroport de College Park le jeudi 18 décembre au matin, et d'après le médecin légiste du Comté de Stark, Connell avait sur lui un reçu pour un petit déjeuner qu'il avait acheté à Washington le vendredi 19 décembre.
Il a été signalé à la suite du crash qu'un ami proche l'avait prévenu de ne pas emprunter son avion parce car il pouvait être saboté, et deux fois en deux mois avant l'accident, Connell a annulé ses vols en raison de "quelque chose qui n'allait pas sur son avion".
Le 31 décembre 2008, il a été signalé que les contrôleurs du trafic aérien avaient remarqué avant le crash que Connell faisait fausse route, qu'ils avaient été en communication avec lui à ce propos, et qu'il essayait de retrouver sa route au moment de l'accident. Il n'y aurait pas eu de signes de problèmes mécaniques dans l'avion.

## Sources
- (en) Cet article est partiellement ou en totalité issu de l’article de Wikipédia en anglais intitulé « Michael Connell » (voir la liste des auteurs).